# Karosa C 955
Karosa C 955由捷克巴士製造商Karosa在2001年至2006年间研发。

## 特征
Karosa C 955是Karosa 900系列的型號。C955是基于C 954研制的。

## 生产和操作
在2002年开始批量生产，持续到2006年。

## 历史车辆
沒有任何歷史的車輛保存。